# بازی انتقام (فیلم ۲۰۱۷)
بازی انتقام (به انگلیسی: Acts of Vengeance) یک فیلم اکشن، جنایی و دلهره‌آور آمریکایی-بلغاری محصول سال ۲۰۱۷ به کارگردانی آیزاک فلورنتین است. آنتونیو باندراس در نقش وکیلی بازی می‌کند که انتقام مرگ همسر و دخترش را می‌گیرد. در این فیلم کارل اربن، پاز وگا و کریستینا سرافینی نیز حضور دارند.

## خلاصه داستان
همسر جوان و دختر بچه فرانک والرا (آنتونیو باندراس) در شبی بارانی در مسیر بازگشت به منزل به‌طور مرموزانه‌ای به قتل می‌رسند و پلیس هم به علت فقدان مدارک کافی پرونده قتل را مختومه اعلام می‌کند. در اینجاست که فرانک همه زندگی خود را وقف پیدا کردن قاتل یا قاتلین خانواده خود می‌کند.

## بازیگران
- آنتونیو باندراس در نقش فرانک والرا
- کارل اربن در نقش افسر پلیس
- پاز وگا در نقش آلما
- کلینت دایر در نقش آقای لرزد
- کریستینا سرافینی در نقش سو والرا
- لیلیان بلنکن‌شیپ در نقش اولیویا والرا
- رابرت فورستر در نقش چاک
- ولیسلاف پاولوف در نقش سرهنگ
- جاناتان شیچ در نقش کارآگاه
- آتاناس سربرف در نقش شریک ارشد
- رایکو واسلیف در نقش تیموفی
- آیزاک فلورنتین در نقش مربی کاراته